# Budge Wilson
Budge Wilson (ur. 2 maja 1927 w Halifax w Nowej Szkocji, zm. 19 marca 2021 tamże) – kanadyjska pisarka, ilustratorka, artysta-fotograf.
Posiadała dyplomy z filozofii, psychologii, zarządzania edukacją oraz dyplom z zakresu kultury fizycznej. Napisała 32 książki dla młodzieży, które przetłumaczono na 10 języków i które są sprzedawane w 13 krajach. Wielokrotnie nagradzana (między innymi 21 Kanadyjska Nagroda w kategorii książka dziecięca, Pierwsza Nagroda Literacka CBC, Nagroda Literacka miasta Dartmouth, nagroda Kanadyjskiego Stowarzyszenia Bibliotekarzy w dziedzinie książka dla młodzieży, nagroda im. Marianny Dempster i nagroda im. Ann Connor Brimer). Utwory Budge Wilson znalazły się w dziewięćdziesięciu antologiach, wielokrotnie czytane w kanadyjskim radiu CBC.
Budge Wilson mieszkała w Halifax w Nowej Szkocji, w rybackiej osadzie na południowym wybrzeżu. Była mężatką, miała dwie córki i dwóch wnuków. Dawała odczyty, wykłady i prowadzi warsztaty w Kanadzie, Lahr/Schwarzwald w Niemczech, Meksyku i Guadalajarze.

## Twórczość
- Droga do Zielonego Wzgórza, 2008 (Before Green Gables)